# Luís Otaño
Otaño  Arcelus est un nom espagnol. Le premier nom de famille, en général paternel, est Otaño ; le second, en général maternel, souvent omis, est Arcelus.
Luís Otaño Arcelus, né le 26 janvier 1934 à Errenteria, est un coureur cycliste espagnol. Professionnel de 1957 à 1968, il a été champion d'Espagne à deux reprises et vainqueur d'étape sur le Tour de France et le Tour d'Espagne. Il s'est classé deuxième du Tour d'Espagne 1964 à 33 secondes du vainqueur Raymond Poulidor.

## Palmarès
- 1957
  - Prueba Legazpia
  - 2e du GP Zumarraga
  - 3e de l'Antzuola Saria
- 1958
  - 5e du Tour d'Espagne
- 1959
  - 8e du Tour d'Espagne
- 1960
  - 4e étape du Critérium du Dauphiné libéré
  - 1rea étape des Trois Jours d'Anvers
  - 3e de Paris-Tours
- 1961
  - 3e étape de Paris-Nice (contre-la-montre par équipes)
  - 10e étape du Tour d'Espagne
  - 4e étape du Circuit d'Aquitaine
  - 3e du Circuit d'Aquitaine
  - 3e de la Bicyclette basque
  - 8e de Liège-Bastogne-Liège
- 1962
  -  Champion d'Espagne sur route
  - 2e de la Prueba Villafranca de Ordizia
  - 2e du championnat d'Espagne des régions
  - 3e du Tour de Haute-Loire
  - 3e du Grand Prix du Parisien
- 1963
  -  Champion d'Espagne des régions
  - 5e étape du Tour du Sud-Est
  - 1re étape du Grand Prix du Midi libre
  - 4ea étape du Tour de Catalogne (contre-la-montre par équipes)
  - 2e du Grand Prix du Parisien
  - 6e de Paris-Nice
  - 8e de Paris-Tours
- 1964
  - GP Pascuas
  - 9e étape du Tour d'Espagne
  - 2e du Tour d'Espagne
  - 2e de la Prueba Villafranca de Ordizia
  - 2e du championnat d'Espagne des régions
  - 3e du Trophée Iberduero
  - 3e du championnat d'Espagne sur route
  - 3e de la Subida al Naranco
- 1965
  - 2e étape de la Bicyclette basque
  - 6e étape du Critérium du Dauphiné libéré
  - 2e du Trofeo Jaumendreu
  - 2e de la Klasika Primavera
  - 2e de la Bicyclette basque
  - 2e du championnat d'Espagne de la montagne
- 1966
  -  Champion d'Espagne sur route
  - 1reb étape du Tour du Levant
  - 10eb étape du Tour d'Espagne
  - 6e étape du Tour d'Ávila
  - 15e étape du Tour de France
  - Gran Premio Virgen Blanca
  - 4e du Tour d'Espagne
- 1967
  - 4e du Tour d'Espagne
- 1968
  - 4e du Tour de Suisse

## Résultats sur les grands tours

### Tour de France
10 participations
- 1958 : 56e
- 1959 : abandon (13e étape)
- 1960 : 42e
- 1961 : 38e
- 1962 : 23e
- 1963 : 38e
- 1964 : 44e
- 1965 : 30e
- 1966 : 26e, vainqueur de la 15e étape
- 1967 : abandon (17e étape)

### Tour d'Espagne
8 participations
- 1958 : 5e
- 1959 : 8e
- 1961 : 21e
- 1964 : 2e, vainqueur de la 9e étape,  maillot amarillo pendant 5 jours
- 1965 : 14e
- 1966 : 4e, vainqueur de la 10eb étape
- 1967 : 4e
- 1968 : 11e